# モンロー郡 (ウィスコンシン州)
座標: 北緯43度57分 西経90度37分 / 北緯43.95度 西経90.62度
モンロー郡（英: Monroe County）は、アメリカ合衆国ウィスコンシン州にある郡。2005年の推定人口は42,644人で、郡庁所在地はスパルタ（Sparta）である。

## 地理
アメリカ合衆国国勢調査局によると、この郡は総面積2,352 km2 （908 mi2）である。このうち2,333 km2 （901 mi2）が陸地で、19 km2 （8 mi2）が水地域である。総面積の0.83%が水地域となっている。

### 公営空港
- スパルタ/フォート・マッコイ空港

### 陸軍関係施設
- フォート・マッコイ

### 隣接する郡
- ジャクソン郡（北）
- ジュノー郡（東）
- バーノン郡（南）
- ラクロス郡（西）

## 人口動静

2000年国勢調査時のモンロー郡の人口ピラミッド

2000年現在の国勢調査で、この郡は40,899人、15,399世帯、及び10,794家族が暮らしている。人口密度は18/km2 （45/mi2）で、7/km2 （18/mi2）の平均的な密度に16,672軒の住居が建っている。この郡の人種的構成は白人96.52%、黒人（アフリカ系）0.46%、先住民0.92%、アジア系0.48%、太平洋諸島系0.04%、その他の人種0.85%、及び混血0.74%で、人口の1.81%がヒスパニックまたはラテン系である。住民のうち45.5%がドイツ系、13.4%がノルウェー系、7.6%がアイルランド系、6.3%がアメリカ系、5.0%がイングランド系移民の子孫である。住民の92.9%が英語、3.1%がドイツ語、2.2%がスペイン語をそれぞれ母語としている。
15,399世帯のうち、34.50%は18歳未満の子供と暮らしており、56.70%は夫婦で生活している。8.80%は未婚の女性が世帯主であり、29.90%は家族以外の住人と同居している。25.00%は独身の居住者が住んでおり、10.70%は65歳以上で独居である。1世帯あたりの平均人数は2.60人であり、家庭の場合は3.11人である。
郡内の住民は28.10%が18歳未満の未成年、18歳以上24歳以下が7.70%、25歳以上44歳以下が27.50%、45歳以上64歳以下が22.80%、及び65歳以上が13.90%にわたっている。中央値年齢は37歳である。女性100人ごとに対して男性は101.50人いて、18歳以上の女性100人ごとに対して男性は99.60人いる。

## 都市、町および村
（括弧内の数字は2000年時の人口）
ウィスコンシン州において町（タウン）とは、郡区を意味する。
- エイドリアン（en:Adrian, Wisconsin 682）
- アンジェロ（en:Angelo, Wisconsin 1,268）
- バイロン（en:Byron, Monroe County, Wisconsin 1,394）
- キャッシュトン（en:Cashton, Wisconsin 1,005）
- クリフトン（en:Clifton, Monroe County, Wisconsin 693）
- グレンデール（en:Glendale, Monroe County, Wisconsin 579）
- グラント（en:Grant, Monroe County, Wisconsin 483）
- グリーンフィールド（en:Greenfield, Monroe County, Wisconsin 626）
- ジェファーソン（en:Jefferson, Monroe County, Wisconsin 800）
- ケンドール（en:Kendall, Monroe County, Wisconsin 469）
- ラ・グランジ（en:La Grange, Monroe County, Wisconsin 1,761）
- ラファイエット（en:Lafayette, Monroe County, Wisconsin 318）
- レオン（en:Leon, Monroe County, Wisconsin 858）
- リンカーン（en:Lincoln, Monroe County, Wisconsin 827）
- リトル・フォールズ（en:Little Falls, Wisconsin 1,334）
- メルヴィナ（en:Melvina, Wisconsin 93）
- ニュー・ライム（en:New Lyme, Wisconsin 141）
- ノーウォーク（en:Norwalk, Wisconsin 653）
- オークデール (町)（en:Oakdale (town), Wisconsin 679）
- オークデール（en:Oakdale, Wisconsin 297）
- ポートランド（en:Portland, Monroe County, Wisconsin 686）
- リッジヴィル（en:Ridgeville, Wisconsin 491）
- スコット（en:Scott, Monroe County, Wisconsin 117）
- シェルドン（en:Sheldon, Monroe County, Wisconsin 682）
- スパルタ (都市)（en:Sparta, Wisconsin 8,648）
- スパルタ (町)（en:Sparta (town), Wisconsin 2,750）
- トマー (町)（en:Tomah (town), Wisconsin 1,194）
- トマー（en:Tomah, Wisconsin 8,419）
- ウォーレンズ（en:Warrens, Wisconsin 286）
- ウェリントン（en:Wellington, Wisconsin 544）
- ウェルズ（en:Wells, Wisconsin 529）
- ウィルトン (町)（en:Wilton (town), Wisconsin 925）
- ウィルトン（en:Wilton, Wisconsin 519）
- ワイヴィル（en:Wyeville, Wisconsin 146）

## 未編入コミュニティー
- キャラタクト（en:Cataract, Wisconsin）
- オイル・シティ（en:Oil City, Wisconsin）
- セント・メアリーズ・リッジ（en:St. Mary's Ridge, Wisconsin）
- シェニントン（Shennington）
- トンネル・シティ（en:Tunnel City, Wisconsin）
- ヴァレー・ジャンクション（Valley Junction）
- フォー・コーナーズ（Four Corners）
- カービィ（Kirby）
- ブルー・ウィング（Blue Wing）
- ノルウェイ・リッジ（Norway Ridge）